# 妮塔·安巴尼
妮塔·穆克什·安巴尼（英語：Nita Mukesh Ambani，婚前名為妮塔·達勒爾，1963年11月1日—）是印度女商人、活动家、慈善家。她亦是信实工业旗下信实基金會（Reliance Foundation）的主席。
安巴尼出生於印度中產家庭，父母均為古吉拉特人。她的丈夫是印度首富穆克什·安巴尼，婚前她是一名小學教師。安巴尼和丈夫育有兩子一女。